# FC Slovan Liberec
Câu lạc bộ bóng đá Slovan Liberec /ˈsloʊvən ˈlɪbərɛts/ (phát âm tiếng Séc: [ˈslovan ˈlɪbɛrɛts]) là một câu lạc bộ bóng đá Cộng hòa Séc được thành lập tại thành phố Liberec. Câu lạc bộ là một trong những câu lạc bộ thành công nhất ở Cộng hòa Séc, đã giành được ba chức vô địch quốc gia và cúp quốc gia kể từ năm 1993. Công ty chế tạo kính Preciosa a.s. là nhà tài trợ chính hiện tại của câu lạc bộ.

## Lịch sử

### Những năm đầu
Tiền thân đầu tiên của câu lạc bộ bóng đá Liberec là Reichenberger Fussballklub (RFK) được thành lập vào năm 1899 (được đổi tên thành Reichenberger Sportklub [RSK] vào năm 1904). Bởi vì Liberec là một thành phố mà phần lớn cư dân mang quốc tịch Đức, cho đến năm 1945, chính những người Đức đầu tiên thành lập các câu lạc bộ và chơi giải đấu của riêng họ. Câu lạc bộ bóng đá Séc đầu tiên, SK Liberec, được thành lập sau Thế chiến thứ nhất vào ngày 11 tháng 5 năm 1919. Năm 1922, câu lạc bộ ban đầu của Đức là FK Rapid Ober Rosenthal đã trở thành câu lạc bộ Séc SK Rapid Horní Růžodol. Cùng năm đó, một câu lạc bộ khác có trụ sở tại Liberec - SK Doubí - được thành lập, tiếp theo là AFK Stráž bezpečnosti vào năm 1931. Vào ngày 27 tháng 2 năm 1934, SK Liberec lấy tên mới là Slavia Liberec để các cầu thủ người Séc có thể khẳng định câu lạc bộ của họ. nhân vật vào thời điểm mà chế độ Đức Quốc xã ở nước Đức láng giềng đã trở thành mối đe dọa nghiêm trọng đối với Tiệp Khắc cũ cũng như toàn bộ châu Âu.
Sự kình địch từng tồn tại ở Liberec giữa Rapid và Slavia có thể được so sánh như một phiên bản nhỏ hơn của sự kình địch giữa hai câu lạc bộ nổi tiếng nhất Praha, Sparta và Slavia. Năm 1938, Hiệp ước München được ký kết, trong đó đại diện của Vương quốc Anh, Pháp, Ý và Đức buộc Tiệp Khắc phải rút khỏi khu vực biên giới của họ và giao nộp cho Đức. Sau khi thành phố Liberec được sáp nhập vào Đệ tam Đế chế, bóng đá của Séc ở thành phố này đã ngừng hoạt động trong suốt bảy năm.

### Kỷ nguyên Hậu chiến
Vào cuối Thế chiến thứ hai và với sự giải phóng của Tiệp Khắc vào năm 1945, Liberec mang đặc điểm của một thành phố Séc. Trận đấu đầu tiên sau chiến tranh được chơi tại Turnov vào ngày 10 tháng 6 năm 1945 bởi câu lạc bộ bóng đá Slavia của Liberec. Vào ngày 15 tháng 7 năm 1945, đại diện của các câu lạc bộ bóng đá Séc từ các khu vực biên giới đã khởi động lại gặp nhau tại khách sạn Radnice. Kết quả của cuộc họp là phán quyết rằng mỗi câu lạc bộ khu vực biên giới sẽ tiếp tục trong cùng một giải đấu mà họ đã chơi cho đến năm 1938. Sau bảy năm bắt buộc ngừng hoạt động, Slavia Liberec một lần nữa được đưa vào Class I A và Rapid Horní Růžodol ở Class II. Tháng 2 năm 1948, những người Cộng sản cướp chính quyền ở Tiệp Khắc. Dưới cái tên mới của Kolora, Rapid Liberec, cựu Horní Růžodol, đã chiến đấu để được thăng hạng lên giải đấu hàng đầu. Do việc tái cấu trúc thể dục và thể thao của Tiệp Khắc không được suy nghĩ kỹ lưỡng, Kolora vẫn ở giải hạng hai - tuy nhiên một quyết định hành chính đã đặt Slavoj Liberec, ban đầu được thành lập với tên gọi Čechie, lên giải đấu hàng đầu. Vào thời điểm đó, Slavoj chỉ chơi ở giải khu vực. Sự tái tổ chức này đã tạo ra rất nhiều máu xấu trong Liberec. Sau một mùa giải, Slavoj phải xuống hạng hai. Ba năm sau, Kolora một lần nữa chiến đấu để được thăng hạng lên giải đấu hàng đầu, nhưng đội đã không thể tự cứu mình khỏi xuống hạng vào mùa giải tiếp theo. Bất cứ khi nào Kolora, sau này chơi dưới cái tên Jiskra, gặp Slavoj Liberec, trận đấu luôn quan trọng và là một trận chiến khó khăn đến cùng.

### Slovan được sinh ra
Năm 1958, quyết định đóng cửa các câu lạc bộ Jiskra và Slavoj và hợp nhất hai câu lạc bộ này thành một đội duy nhất có khả năng giành được một vị trí trong giải đấu hàng đầu. Mặc dù kế hoạch này đã gây ra những phản ứng rất tiêu cực giữa những người làm bóng đá cũng như người hâm mộ và mặc dù thực tế là các thành viên của Slavoj ban đầu tuyên bố rằng họ từ chối kế hoạch, cuối cùng họ đã thay đổi quyết định. Kết quả là TJ Slovan Liberec được thành lập vào ngày 12 tháng 7 năm 1958. Với tên gọi này, câu lạc bộ bóng đá đã khẳng định tính cách Séc của câu lạc bộ cũng như khu vực nơi đội thi đấu. Đối thủ đầu tiên mà đội mới thành lập phải đối mặt là Spartak Praha Sokolovo, như đội nổi tiếng Sparta Prague vào thời điểm đó. Slovan thua 0-3. Bất chấp mọi nỗ lực của mình, Slovan Liberec trong một thời gian dài đã không thành công trong cuộc chiến giành vị trí trong giải đấu hàng đầu. Ở một số giai đoạn nhất định trong lịch sử, nó thậm chí còn bị rớt hạng xuống giải khu vực hoặc giải hạng ba.
Trong những năm 1970, Slovan đã cố gắng được thăng hạng trở lại giải đấu thứ hai, vào thời điểm đó bao gồm năm đội Bohemian, một đội Moravian và mười đội Slovak. Do khoảng cách quá xa, các cầu thủ đến từ Liberec thậm chí phải lên máy bay để thi đấu với các đội ở Bardejov hoặc Michalovce, nằm ở phía đông đất nước. Năm 1971, Slovan một lần nữa thất bại trong nỗ lực được thăng hạng lên giải đấu hàng đầu. Sau đó là hai lần xuống hạng và thăng hạng trở lại giải đấu thứ hai.

### Slovan thời hiện đại

Đội hình xuất phát của Slovan Liberec trước trận chung kết Cúp quốc gia Séc gặp Sparta Prague, tháng 5 năm 2008

Sau khi vượt qua cuộc khủng hoảng tài chính mà câu lạc bộ đã tìm thấy sau cuộc Cách mạng Nhung 1989, Slovan Liberec cuối cùng cũng có cơ hội thăng hạng lên giải đấu hàng đầu. Sau khi Tiệp Khắc giải thể, sáu đội mạnh nhất của giải đấu thứ hai được nâng lên thành giải đấu hàng đầu của Séc mới được thành lập. Slovan lên ngôi vô địch giải đấu đầu tiên với sự thành lập của Giải bóng đá hạng nhất quốc gia Séc vào năm 1993, và giữ vững vị trí này kể từ đó. Trong những năm 1990, câu lạc bộ đã đạt được một loạt những pha về đích ở giữa bảng xếp hạng.
Năm 2002, dưới sự dẫn dắt của Ladislav Škorpil, Slovan Liberec trở thành nhà vô địch đầu tiên của Cộng hòa Séc bên ngoài Praha. Với tư cách là nhà vô địch Séc, câu lạc bộ đã lọt vào vòng loại thứ ba UEFA Champions League, nhưng để thua trận đầu tiên trước đội vô địch giải đấu cuối cùng của mùa giải Milan (0-1, 2-1). Sau đó, đội đứng thứ tư mùa giải 2002-03. Do một vụ bê bối tham nhũng trên toàn giải đấu trong mùa giải 2004-05, câu lạc bộ đã bị phạt trừ sáu điểm và xếp ở vị trí thứ năm với 46 điểm. Trong mùa giải 2005-06, Slovan đã hồi sinh để đạt được chức vô địch thứ hai, khẳng định vị thế là câu lạc bộ hàng đầu của Séc bên ngoài Praha và phá vỡ sự thống trị của Sparta Prague và Slavia Prague.
Vào tháng 6 năm 2007, huấn luyện viên nổi tiếng Vítězslav Lavička đã từ chức trong bối cảnh các vấn đề với ban lãnh đạo câu lạc bộ và thất vọng với việc đội bóng để mất suất tham dự vòng loại Champions League trước Spartak Moscow. Liberec bước vào vòng Một UEFA Cup, nơi họ đánh bại nhà vô địch Serbia Sao Đỏ Beograd trước khi bị loại ở vòng bảng. Phong độ ở mùa giải tới dưới thời Michal Zach không đáp ứng được kỳ vọng của giới chủ CLB, và Slovan đã trải qua một trong những mùa giải tồi tệ nhất trong lịch sử hiện đại. Sự thay thế của Zach bởi huấn luyện viên cũ Ladislav Škorpil đã không thể khắc phục tình hình, khi câu lạc bộ đứng thứ sáu trên giải đấu. Trong cùng mùa giải, đội lọt vào trận chung kết Cúp bóng đá Séc, nhưng để thua trong loạt sút luân lưu trước Sparta Prague.
Mùa giải 2008-09bắt đầu với thất bại cay đắng ở châu Âu tại UEFA Cup, khi Slovan để thua trận đấu ở vòng loại thứ hai trước câu lạc bộ Slovakia MŠK Žilina. Ngược lại, câu lạc bộ đã bắt đầu mùa giải quốc nội với kết quả tích cực trước cả hai đội bóng thống trị của Praha, đánh bại nhà vô địch Slavia Prague 2-1 và Sparta Prague 3-0. Tuy nhiên, một loạt các kết quả kém cỏi trước đối thủ trung bình khiến câu lạc bộ tụt xuống vị trí thứ năm vào mùa thu. Mùa xuân chứng kiến Slovan lựa chọn một cách tiếp cận tấn công hơn và mang lại kết quả cải thiện, với câu lạc bộ giành chiến thắng trong trận derby với đối thủ địa phương Baumit Jablonec và đánh bại một đội bóng đầy tham vọng Mladá Boleslav với ba bàn thắng. Tiền đạo người Croatia,  Andrej Kerić đã ghi được 15 bàn thắng và trở thành Vua phá lưới của giải đấu khi câu lạc bộ đứng thứ ba, đủ điều kiện thi đấu giải UEFA Europa League mới được đổi tên cho mùa giải 2009-10. Ở mùa giải 2011-12, Slovan trở thành nhà vô địch giải đấu lần thứ ba trong lịch sử câu lạc bộ.

## Tên gọi và biểu tượng

Slovan Liberec đã tạo ra một biểu tượng mới cho lễ kỷ niệm lần thứ 50 của câu lạc bộ.

TJ (Tělovýchovná Jednota) Slovan Liberec được thành lập vào năm 1958. Kể từ đó, tên của câu lạc bộ đã được thay đổi nhiều lần, phản ánh những thay đổi trong việc tài trợ. Vào những năm 1980, câu lạc bộ sử dụng tên TJ Slovan Elitex (một công ty dệt may) Liberec. Năm 1993, tên FC (Câu lạc bộ bóng đá) Slovan Liberec được công bố, được thay thế vào cuối năm đó bằng FC Slovan WSK Liberec (WSK là tên viết tắt của Wimpey Severokámen). Chỉ một năm sau vào năm 1994, nó trở thành FC Slovan WSK Vratislav (Vratislav - một thương hiệu bia) Liberec. Năm 1995 Slovan trở lại với tên cũ là FC Slovan Liberec.
Biểu tượng tượng trưng cho màu sắc của Liberec (xanh lam và trắng) và ngọn núi Ještěd gần Liberec với tháp truyền hình nổi tiếng trên đỉnh.

## Cầu thủ

### Đội hình hiện tại
Tính đến 5 tháng 8 năm 2021
Ghi chú: Quốc kỳ chỉ đội tuyển quốc gia được xác định rõ trong điều lệ tư cách FIFA. Các cầu thủ có thể giữ hơn một quốc tịch ngoài FIFA.
| Số | VT | Quốc gia             | Cầu thủ                              |
| -- | -- | -------------------- | ------------------------------------ |
| 2  | HV | Cộng hòa Séc         | Jakub Jugas (mượn từ Slavia Prague)  |
| 3  | HV | Cộng hòa Séc         | Jan Mikula                           |
| 5  | TV | Cộng hòa Séc         | Jan Sulc                             |
| 7  | TĐ | Cộng hòa Séc         | Michael Rabušic                      |
| 8  | TV | Colombia             | Jhon Mosquera                        |
| 10 | TV | Cộng hòa Séc         | Jakub Pešek                          |
| 11 | TV | Cộng hòa Séc         | Jan Matoušek (mượn từ Slavia Prague) |
| 12 | HV | Cộng hòa Séc         | Daniel Kosek (mượn từ Slavia Prague) |
| 13 | HV | Cộng hòa Séc         | Miroslav Dvořák                      |
| 15 | TV | Áo                   | David Cancola                        |
| 16 | TĐ | Slovakia             | Lukas Csano                          |
| 18 | HV | Slovakia             | Martin Koscelník                     |
| 19 | TĐ | Bosna và Hercegovina | Imad Rondić                          |

| Số | VT | Quốc gia     | Cầu thủ                                |
| -- | -- | ------------ | -------------------------------------- |
| 21 | TĐ | Bahrain      | Yusuf Helal (mượn từ Slavia Prague)    |
| 22 | TV | Cộng hòa Séc | Michal Beran (mượn từ Slavia Prague)   |
| 23 | TV | Guinée       | Kamso Mara                             |
| 24 | HV | Cộng hòa Séc | Michal Fukala                          |
| 25 | TV | Cộng hòa Séc | Jakub Hromada (mượn từ Slavia Prague)  |
| 26 | TV | Cộng hòa Séc | Radim Černický                         |
| 27 | TV | Cộng hòa Séc | Jakub Barac                            |
| 28 | TV | Cộng hòa Séc | Kristian Michal                        |
| 29 | HV | Bờ Biển Ngà  | Mohamed Tijani (mượn từ Slavia Prague) |
| 30 | HV | Ukraina      | Taras Kacharaba                        |
| 31 | TM | Cộng hòa Séc | Lukáš Hasalík                          |
| 34 | TM | Cộng hòa Séc | Milan Knobloch                         |
| 37 | HV | Cộng hòa Séc | Matěj Chaluš                           |

### Cho mượn
Ghi chú: Quốc kỳ chỉ đội tuyển quốc gia được xác định rõ trong điều lệ tư cách FIFA. Các cầu thủ có thể giữ hơn một quốc tịch ngoài FIFA.
| Số | VT | Quốc gia | Cầu thủ                                          |
| -- | -- | -------- | ------------------------------------------------ |
| —  | TM | Bỉ       | Olivier Vliegen (đến FC Sellier & Bellot Vlašim) |

## Kỉ lục cầu thủ
Tính đến 6 tháng 5 năm 2019.
| #  | Tên              | Số trận đấu |
| -- | ---------------- | ----------- |
| 1  | Tomáš Janů       | 310         |
| 2  | Jan Nezmar       | 241         |
| 3  | Petr Papoušek    | 219         |
| 4  | Miroslav Holeňák | 184         |
| 5  | Libor Janáček    | 183         |
| 6  | Josef Lexa       | 175         |
| 7  | Ladislav Maier   | 148         |
| 8  | Jiří Štajner     | 143         |
| 8  | Ivan Hodúr       | 143         |
| 10 | Zbyněk Hauzr     | 138         |
| 10 | Pavel Čapek      | 138         |

| #  | Tên                   | Số bàn thắng |
| -- | --------------------- | ------------ |
| 1  | Jan Nezmar            | 62           |
| 2  | Jiří Štajner          | 57           |
| 3  | Andrej Kerić          | 32           |
| 4  | Leandro Lázzaro Liuni | 30           |
| 4  | Josef Šural           | 30           |
| 6  | Josef Obajdin         | 26           |
| 7  | Petr Papoušek         | 24           |
| 7  | Michael Rabušic       | 24           |
| 9  | Jan Blažek            | 23           |
| 10 | Martin Barbarič       | 22           |

### Giữ sạch lưới nhiều nhất tạiGiải bóng đá hạng nhất quốc gia Séc
| # | Tên            | Số trận giữ sạch lưới |
| - | -------------- | --------------------- |
| 1 | Ladislav Maier | 50                    |
| 2 | Zbyněk Hauzr   | 49                    |
| 3 | Antonín Kinský | 43                    |
| 4 | Marek Čech     | 28                    |
| 5 | David Bičík    | 26                    |

## Huấn luyện viên
| - Vlastimil Petržela (1992-95) - Ladislav Škorpil (1998-04) - Josef Csaplár (2001-03) - Stanislav Griga (tháng 1 năm 2003 - tháng 6 năm 2005) - Vítězslav Lavička (2004-07) - Michal Zach (tháng 7 năm 2007 - tháng 10 năm 2007) - Ladislav Škorpil (tháng 10 năm 2007 - tháng 11 năm 2009) - Josef Petřík (tháng 11 năm 2009 - tháng 11 năm 2010) - Petr Rada (tháng 11 năm 2010 - tháng 6 năm 2011) | - Jaroslav Šilhavý (tháng 7 năm 2011 - tháng 4 năm 2014) - David Vavruška (tháng 4 năm 2014 - tháng 6 năm 2014) - Samuel Slovák (tháng 6 năm 2014 - tháng 12 năm 2014) - Jiří Kotrba, Josef Csaplár (tháng 12 năm 2014 - tháng 3 năm 2015) - David Vavruška (tháng 3 năm 2015 - tháng 5 năm 2015) - Jindřich Trpišovský (tháng 6 năm 2015-tháng 12 năm 2017) - David Holoubek (tháng 12 năm 2017-tháng 5 năm 2018) - Zsolt Hornyák (tháng 6 năm 2018-tháng 5 năm 2019) - Pavel Hoftych (tháng 6 năm 2019-) |

## Lịch sử giải quốc nội
| - 1993- Giải bóng đá hạng nhất quốc gia Séc |

- Số mùa giải ở Cấp độ 1 của hệ thống giải bóng đá: 26
- Số mùa giải ở Cấp độ 2 của hệ thống giải bóng đá: 0
- Số mùa giải ở Cấp độ 3 của hệ thống giải bóng đá: 0
- Số mùa giải ở Cấp độ 4 của hệ thống giải bóng đá: 0

### Cộng hòa Séc
| Mùa giải | Giải đấu | Thứ hạng | St | T  | H  | B  | BT | BB | HS  | Đ   | Cúp         |
| -------- | -------- | -------- | -- | -- | -- | -- | -- | -- | --- | --- | ----------- |
| 1993-94  | 1. liga  | 9th      | 30 | 11 | 11 | 8  | 32 | 26 | +6  | 44  | Vòng 16 đội |
| 1994-95  | 1. liga  | 4th      | 30 | 16 | 3  | 11 | 49 | 46 | +3  | 51  | Vòng 32 đội |
| 1995-96  | 1. liga  | 7th      | 30 | 12 | 8  | 10 | 34 | 30 | +4  | 44  | Vòng 32 đội |
| 1996-97  | 1. liga  | 5th      | 30 | 12 | 10 | 8  | 33 | 30 | +3  | 46  | Vòng 16 đội |
| 1997-98  | 1. liga  | 5th      | 30 | 13 | 8  | 9  | 39 | 32 | +7  | 47  | Vòng 64 đội |
| 1998-99  | 1. liga  | 9th      | 30 | 9  | 11 | 10 | 33 | 34 | -1  | 38  | Á quân      |
| 1999-00  | 1. liga  | 8th      | 30 | 9  | 11 | 10 | 21 | 24 | -3  | 38  | Vô địch     |
| 2000-01  | 1. liga  | 6th      | 30 | 12 | 9  | 9  | 39 | 31 | +8  | 45  | Vòng 16 đội |
| 2001-02  | 1. liga  | 1st      | 30 | 19 | 7  | 4  | 55 | 26 | +29 | 64  | Tứ kết      |
| 2002-03  | 1. liga  | 4th      | 30 | 14 | 8  | 8  | 43 | 36 | +7  | 50  | Vòng 16 đội |
| 2003-04  | 1. liga  | 6th      | 30 | 12 | 10 | 8  | 38 | 27 | +11 | 46  | Bán kết     |
| 2004-05  | 1. liga  | 5th      | 30 | 14 | 10 | 6  | 45 | 26 | +19 | 46† | Bán kết     |
| 2005-06  | 1. liga  | 1st      | 30 | 16 | 11 | 3  | 43 | 22 | +21 | 59  | Vòng 32 đội |
| 2006-07  | 1. liga  | 4th      | 30 | 16 | 10 | 4  | 44 | 22 | +22 | 58  | Vòng 16 đội |
| 2007-08  | 1. liga  | 6th      | 30 | 12 | 8  | 10 | 35 | 31 | +4  | 44  | Á quân      |
| 2008-09  | 1. liga  | 3rd      | 30 | 14 | 10 | 6  | 41 | 28 | +13 | 52  | Tứ kết      |
| 2009-10  | 1. liga  | 9th      | 30 | 10 | 7  | 13 | 34 | 39 | -5  | 37  | Tứ kết      |
| 2010-11  | 1. liga  | 7th      | 30 | 12 | 7  | 11 | 45 | 36 | +9  | 43  | Vòng 32 đội |
| 2011-12  | 1. liga  | 1st      | 30 | 20 | 6  | 4  | 68 | 29 | +39 | 66  | Tứ kết      |
| 2012-13  | 1. liga  | 3rd      | 30 | 16 | 6  | 8  | 46 | 34 | +12 | 54  | Bán kết     |
| 2013-14  | 1. liga  | 4th      | 30 | 14 | 6  | 10 | 37 | 46 | -9  | 48  | Vòng 32 đội |
| 2014-15  | 1. liga  | 12th     | 30 | 7  | 12 | 11 | 39 | 43 | -4  | 33  | Vô địch     |
| 2015-16  | 1. liga  | 3rd      | 30 | 17 | 7  | 6  | 51 | 35 | +16 | 58  | Tứ kết      |
| 2016-17  | 1. liga  | 9th      | 30 | 10 | 9  | 11 | 31 | 28 | +3  | 39  | Tứ kết      |
| 2017-18  | 1. liga  | 6th      | 30 | 13 | 7  | 10 | 37 | 35 | +2  | 46  | Tứ kết      |
| 2018-19  | 1. liga  | 6th      | 30 | 11 | 9  | 10 | 33 | 28 | +5  | 42  | Tứ kết      |

Ghi chú:
† trừ 6 điểm

## Lịch sử giải đấu châu Âu
| Mùa giải | Giải đấu              | Vòng        | Quốc gia         | Câu lạc bộ            | Tỉ số                  |
| -------- | --------------------- | ----------- | ---------------- | --------------------- | ---------------------- |
| 2000-01  | UEFA Cup              | Vòng Một    | Thụy Điển        | IFK Norrköping        | 2-2, 2-1               |
| 2000-01  | UEFA Cup              | Vòng Hai    | Anh              | Liverpool             | 0-1, 2-3               |
| 2001-02  | UEFA Cup              | Vòng Một    | Slovakia         | Slovan Bratislava     | 2-0, 0-1               |
| 2001-02  | UEFA Cup              | Vòng Hai    | Tây Ban Nha      | Celta Vigo            | 1-3, 3-0               |
| 2001-02  | UEFA Cup              | Vòng Ba     | Tây Ban Nha      | Mallorca              | 3-1, 1-2               |
| 2001-02  | UEFA Cup              | Vòng Bốn    | Pháp             | Lyon                  | 1-1, 4-1               |
| 2001-02  | UEFA Cup              | Tứ kết      | Đức              | Borussia Dortmund     | 0-0, 0-4               |
| 2002-03  | UEFA Champions League | Vòng loại 3 | Ý                | Milan                 | 0-1, 2-1               |
| 2002-03  | UEFA Cup              | Vòng Một    | Gruzia           | Dinamo Tbilisi        | 3-2, 1-0               |
| 2002-03  | UEFA Cup              | Vòng Hai    | Anh              | Ipswich Town          | 0-1, 1-0 (4-2 pen)     |
| 2002-03  | UEFA Cup              | Vòng Ba     | Hy Lạp           | Panathinaikos         | 2-2, 0-1               |
| 2003     | Intertoto Cup         | Vòng Hai    | Cộng hòa Ireland | Shamrock Rovers       | 2-0, 2-0               |
| 2003     | Intertoto Cup         | Vòng Ba     | Tây Ban Nha      | Racing Santander      | 1-0, 2-1               |
| 2003     | Intertoto Cup         | Bán kết     | Đức              | Schalke 04            | 1-2, 0-0               |
| 2004     | Intertoto Cup         | Vòng Hai    | Slovakia         | FK ZTS Dubnica        | 2-1, 5-0               |
| 2004     | Intertoto Cup         | Vòng Ba     | Hà Lan           | Roda JC               | 1-0, 1-1               |
| 2004     | Intertoto Cup         | Bán kết     | Pháp             | Nantes                | 1-0, 1-2               |
| 2004     | Intertoto Cup         | Chung kết   | Đức              | Schalke 04            | 1-2, 0-1               |
| 2005     | Intertoto Cup         | Vòng Hai    | Israel           | Beitar Jerusalem      | 5-1, 2-1               |
| 2005     | Intertoto Cup         | Vòng Ba     | Hà Lan           | Roda JC               | 0-0, 1-1               |
| 2006-07  | UEFA Champions League | Vòng loại 3 | Nga              | Spartak Moscow        | 0-0, 1-2               |
| 2006-07  | UEFA Cup              | Vòng Một    | Serbia           | Red Star Belgrade     | 2-0, 2-1               |
| 2006-07  | UEFA Cup              | Bảng C      | Tây Ban Nha      | Sevilla               | 0-0                    |
| 2006-07  | UEFA Cup              | Bảng C      | Bồ Đào Nha       | Braga                 | 0-4                    |
| 2006-07  | UEFA Cup              | Bảng C      | Thụy Sĩ          | Grasshoppers          | 4-1                    |
| 2006-07  | UEFA Cup              | Bảng C      | Hà Lan           | AZ                    | 2-2                    |
| 2007     | Intertoto Cup         | Vòng Hai    | Kazakhstan       | Tobol                 | 1-1, 0-2               |
| 2008-09  | UEFA Cup              | Vòng loại 2 | Slovakia         | Žilina                | 1-2, 1-2               |
| 2009-10  | UEFA Europa League    | Vòng loại 3 | Liechtenstein    | Vaduz                 | 1-0, 2-0               |
| 2009-10  | UEFA Europa League    | Play-off    | România          | Dinamo București      | 3-0 (c), 0-3 (8-9 pen) |
| 2012-13  | UEFA Champions League | Vòng loại 2 | Kazakhstan       | Shakhter Karagandy    | 1-0, 1-1 a.e.t.        |
| 2012-13  | UEFA Champions League | Vòng loại 3 | România          | CFR Cluj              | 0-1, 1-2               |
| 2012-13  | UEFA Europa League    | Play-off    | Ukraina          | Dnipro Dnipropetrovsk | 2-2, 2-4               |
| 2013-14  | UEFA Europa League    | Vòng loại 2 | Latvia           | Skonto                | 1-2, 1-0               |
| 2013-14  | UEFA Europa League    | Vòng loại 3 | Thụy Sĩ          | Zürich                | 2-1, 2-1               |
| 2013-14  | UEFA Europa League    | Play-off    | Ý                | Udinese               | 3-1, 1-1               |
| 2013-14  | UEFA Europa League    | Bảng H      | Đức              | SC Freiburg           | 2-2, 1-2               |
| 2013-14  | UEFA Europa League    | Bảng H      | Bồ Đào Nha       | Estoril               | 2-1, 2-1               |
| 2013-14  | UEFA Europa League    | Bảng H      | Tây Ban Nha      | Sevilla               | 1-1, 1-1               |
| 2013-14  | UEFA Europa League    | Vòng 32 đội | Hà Lan           | AZ                    | 0-1, 1-1               |
| 2014-15  | UEFA Europa League    | Vòng loại 2 | Slovakia         | MFK Košice            | 1-0, 3-0               |
| 2014-15  | UEFA Europa League    | Vòng loại 3 | România          | Astra Giurgiu         | 0-3, 2-3               |
| 2015-16  | UEFA Europa League    | Vòng loại 3 | Israel           | Ironi Kiryat Shmona   | 2-1, 3-0               |
| 2015-16  | UEFA Europa League    | Play-off    | Croatia          | Hajduk Split          | 1-0, 1-0               |
| 2015-16  | UEFA Europa League    | Bảng F      | Bồ Đào Nha       | Braga                 | 0-1, 1-2               |
| 2015-16  | UEFA Europa League    | Bảng F      | Pháp             | Marseille             | 1-0, 2-4               |
| 2015-16  | UEFA Europa League    | Bảng F      | Hà Lan           | Groningen             | 1-1, 1-0               |
| 2016-17  | UEFA Europa League    | Vòng loại 3 | Áo               | Admira Wacker Mödling | 2-1, 2-0               |
| 2016-17  | UEFA Europa League    | Play-off    | Cộng hòa Síp     | AEK Larnaca           | 1-0, 3-0               |
| 2016-17  | UEFA Europa League    | Bảng J      | Ý                | Fiorentina            | 1-3, 0-3               |
| 2016-17  | UEFA Europa League    | Bảng J      | Hy Lạp           | PAOK                  | 1-2, 0-2               |
| 2016-17  | UEFA Europa League    | Bảng J      | Azerbaijan       | Qarabağ               | 2-2, 3-0               |
| 2020-21  | UEFA Europa League    | Vòng loại 2 | Litva            | Riteriai              | 5−1                    |
| 2020-21  | UEFA Europa League    | Vòng loại 3 | România          | FCSB                  |                        |

### Xếp hạng hệ số câu lạc bộ UEFA
Sau mùa giải 2018-19, Nguồn: 
| Hạng | Đội               | Điểm  |
| ---- | ----------------- | ----- |
| 147  | HJK Helsinki      | 9.000 |
| 148  | FC Sion           | 9.000 |
| 149  | FC Slovan Liberec | 9.000 |
| 150  | FC Spartak Trnava | 8.500 |
| 151  | AEK Larnaca       | 8.000 |

## Danh hiệu
- Giải bóng đá hạng nhất quốc gia Séc
  - Vô địch (3): 2001-02, 2005-06, 2011-12
- Czech Cup
  - Vô địch (2): 1999-2000, 2014-15
- UEFA Cup
  - Tứ kết: 2001-02
- UEFA Intertoto Cup
  - Chung kết: 2004

## Kỉ lục câu lạc bộ

### Kỉ lục Giải bóng đá hạng nhất quốc gia Séc
- Vị trí cao nhất: thứ 1 (2001-02, 2005-06, 2011-12)
- Vị trí thấp nhất: thứ 12 (2014-15)
- Trận thắng đậm nhất trên sân nhà: Liberec 6-0 Ostrava (2014-15)
- Trận thắng đậm nhất trên sân khách: Benešov 0-5 Liberec (1994-95)
- Trận thua đậm nhất trên sân nhà: Liberec 0-4 Olomouc (2009-10)
- Trận thua đậm nhất trên sân khách: Sparta Prague 7-1 Liberec (1994-95), Plzeň 6-0 Liberec (2013-14)